# Henicopernis longicauda
Vespeiro-rabilongo ou milhafre-de-cauda-comprida (Henicopernis longicauda) é uma espécie de ave de rapina da família Accipitridae.
Pode ser encontrada nos seguintes países: Indonésia e Papua-Nova Guiné.
Os seus habitats naturais são: florestas subtropicais ou tropicais húmidas de baixa altitude e regiões subtropicais ou tropicais húmidas de alta altitude.